# Eta Telescopii
Eta Telescopii (55 Telescopii) é uma estrela na direção da constelação de Telescopium. Possui uma ascensão reta de 19h 22m 51.18s e uma declinação de −54° 25′ 25.4″. Sua magnitude aparente é igual a 5.03. Considerando sua distância de 155 anos-luz em relação à Terra, sua magnitude absoluta é igual a 1.64. Pertence à classe espectral A0Vn.